# Sennyu-ji

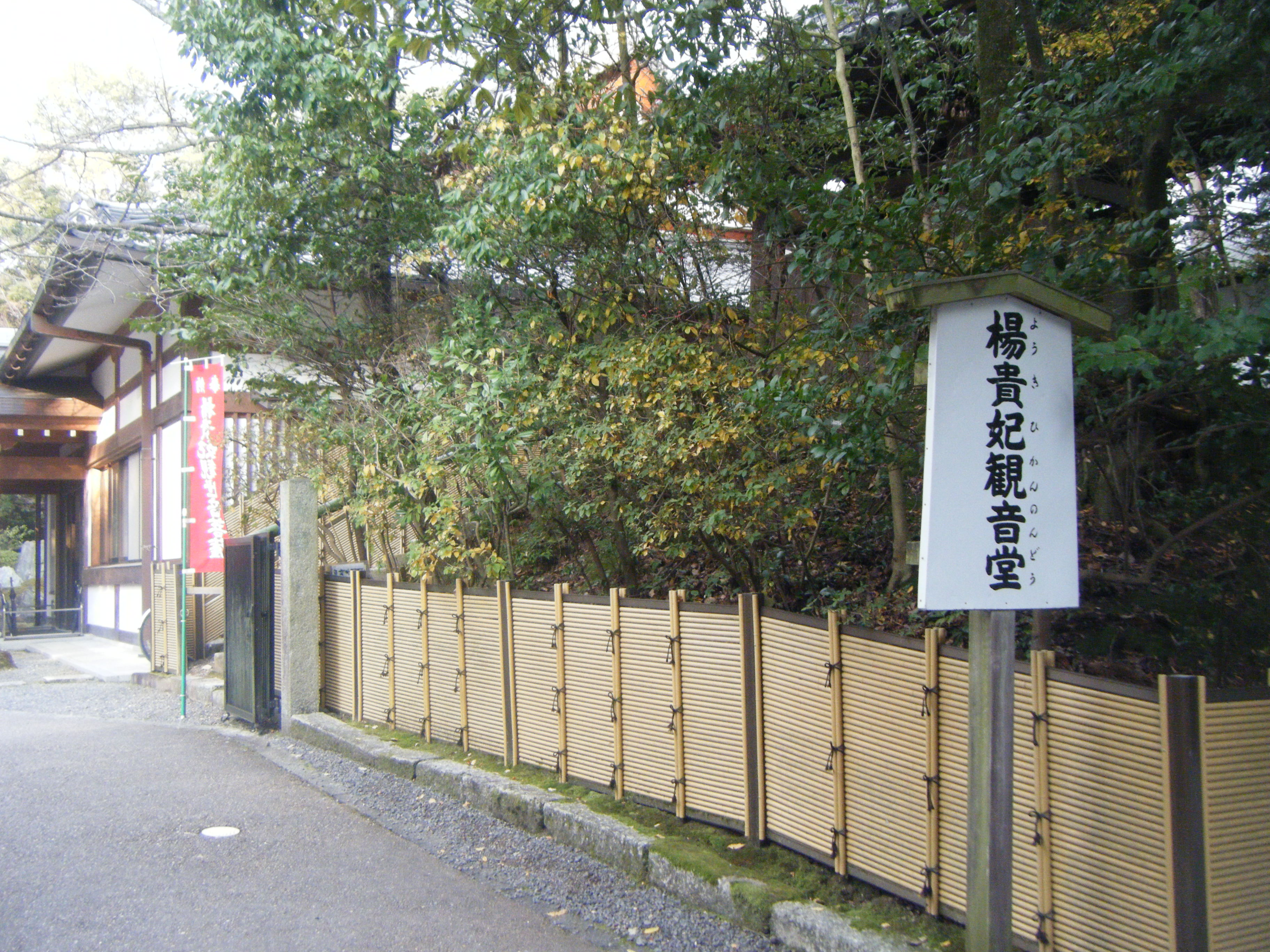
Exterior de Sennyu-ji

Sennyū-ji (泉涌 寺), anteriormente escrito como Sen-yū-ji (仙遊 寺), es un templo budista en Higashiyama-ku en Kioto, Japón. Durante siglos, Sennyū-ji fue un templo mortuorio para los aristócratas y la casa imperial. Aquí se encuentran las tumbas oficiales del emperador Shijō y muchos de los emperadores que vinieron después de él.

## Historia
Sennyū-ji fue fundada a principios del período Heian. Según una tradición, se fundó como Senyū-ji (仙遊 寺) en 855 en la antigua villa de montaña de Fujiwara no Otsugu. Según otra tradición, este templo fue una reconstrucción de un templo anterior, Hōrin-ji (法輪 寺), que había sido fundado por Kōbō-Daishi en la era Tenchō (824-834). Los principales edificios en Sennyū-ji fueron reconstruidos y ampliados a principios del siglo XIII por el monje Shunjō.

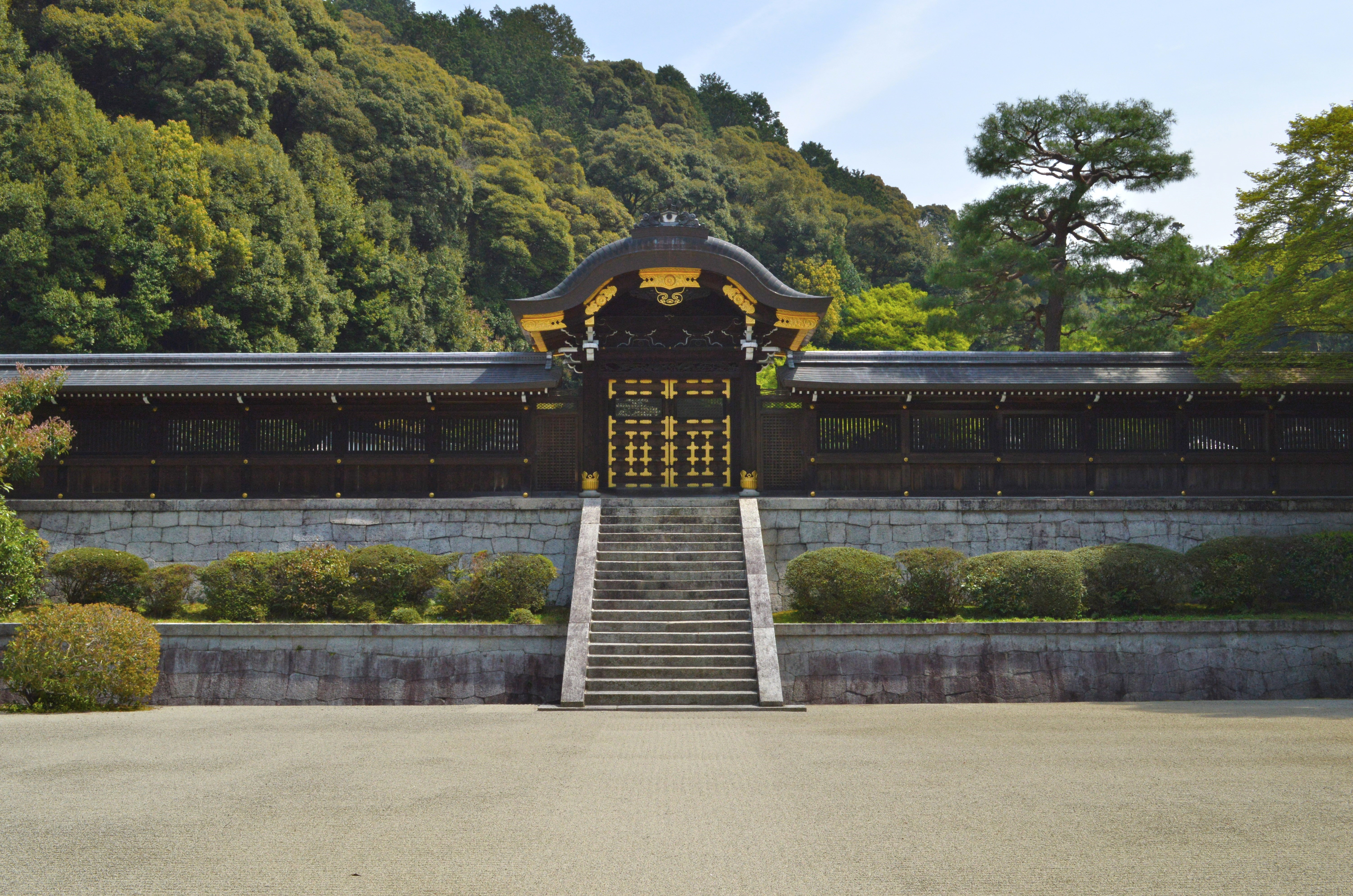
Mausoleo Imperial Tsukinowa-no-misasagi, en el interior de Sennyu-ji

#### Tsukinowa no misasagi
El emperador Go-Horikawa y el emperador Shijō fueron los primeros en ser consagrados en un mausoleo imperial en Sennyū-ji. Este mausoleo se llama Tsukinowa no misasagi.
Go-Momozono también está consagrado en Tsukinowa no misasagi junto con sus predecesores imperiales inmediatos desde el emperador Go-Mizunoo: Meishō, Go-Kōmyō, Go-Sai, Reigen, Higashiyama, Nakamikado, Sakuramachi, Momozono y Go-Sakuramachi.

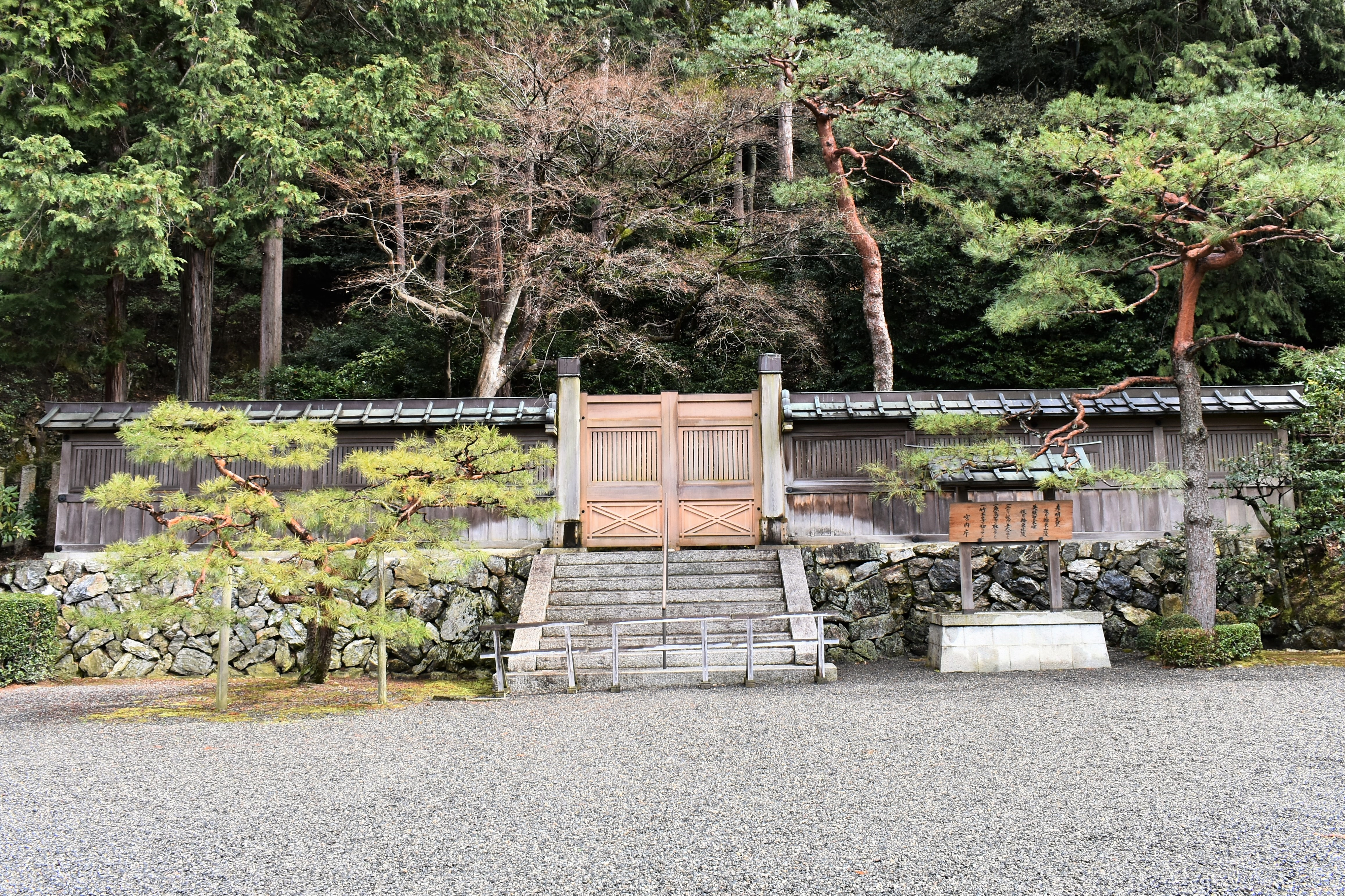
Mausoleo de Komei

#### Nochi no Tsukinowa no Higashiyama no misasagi
Kokaku y Ninko están consagrados en Nochi no Tsukinowa no misasagi (後 月 輪 陵) y Komei también está consagrado en forma de kofun en Nochi no Tsukinowa no Higashiyama no misasagi (後 月 輪 東山 陵).

## Arte
La gran pintura nehan-zu de Sennyū-ji representa a Buda en su lecho de muerte. Esta imagen masiva (8 metros x 16 metros) es la más grande de Japón. La imagen en relación con el cercano Tōfuku-ji es la segunda más grande de su tipo en Japón, mide 7 metros x 14 metros. Ambas imágenes rara vez se muestran, más recientemente en 2003 durante tres días solamente.